# Goodwin
Goodwin és una població dels Estats Units a l'estat de Dakota del Sud. Segons el cens del 2000 tenia 160 habitants.

## Demografia
Segons el cens del 2000, Goodwin tenia 160 habitants, 61 habitatges, i 38 famílies. La densitat de població era de 131,4 habitants per km².
Dels 61 habitatges en un 34,4% hi vivien nens de menys de 18 anys, en un 45,9% hi vivien parelles casades, en un 6,6% dones solteres, i en un 36,1% no eren unitats familiars. En el 29,5% dels habitatges hi vivien persones soles l'11,5% de les quals corresponia a persones de 65 anys o més que vivien soles. El nombre mitjà de persones vivint en cada habitatge era de 2,62 i el nombre mitjà de persones que vivien en cada família era de 3,28.
Per edats la població es repartia de la següent manera: un 27,5% tenia menys de 18 anys, un 10,6% entre 18 i 24, un 28,8% entre 25 i 44, un 20% de 45 a 60 i un 13,1% 65 anys o més.
L'edat mediana era de 34 anys. Per cada 100 dones de 18 o més anys hi havia 110,9 homes.
La renda mediana per habitatge era de 34.688 $ i la renda mediana per família de 36.875 $. Els homes tenien una renda mediana de 20.250 $ mentre que les dones 22.500 $. La renda per capita de la població era de 14.249 $. Cap de les famílies i el 9,4% de la població estaven per davall del llindar de pobresa.

## Poblacions més properes
El següent diagrama mostra les poblacions més properes.